# شنغلدة (بالا لاريجان)
شنغلدة (بالفارسية: شنگلده) هي قرية تقع في إيران في قسم بالا لاریجان الريفي. يقدر عدد سكانها بـ 137 نسمة بحسب إحصاء 2016.